# Alfonso Novales
Alfonso Novales Cinca (Zaragoza, 26 de enero de 1952) es un matemático y economista español, académico de la Real Academia de Ciencias Morales y Políticas.
En 1975 se licenció en Ciencias Matemáticas en la Universidad de Zaragoza y en 1982 se doctoró en la Universidad del País Vasco. En 1983 se doctoró en economía en la Universidad de Minnesota con la tesis «Some Stochastic Equilibrium Models of Interest Rates» y fue profesor asistente de economía en la Universidad Estatal de Nueva York hasta 1985. Volvió a España y fue profesor, catedrático desde 1988, de fundamentos del Análisis Económico en la Universidad Complutense de Madrid y director de su Departamento de Economía Cuantitativa.
De 1986 a 1991 dirigió la Fundación de Estudios de Economía Aplicada (FEDEA) y en 1991 fue profesor visitante de la Universidad Yale. Desde 2001 es coordinador y miembro del Comité Académico del Programa de Doctorado en Banca y Finanzas Cuantitativas. Es autor de numerosos manuales de economía y de artículos en revistas especializadas. En 2008 ingresó en la Real Academia de Ciencias Morales y Políticas.

## Obra
- Análisis macroeconómico con Carlos Sebastián Gascón, Marcial Pons, 1999. ISBN 84-7248-643-5
- Estadística y econometría, McGraw-Hill Interamericana de España, 1996. ISBN 84-481-0798-5
- El paro en España: características, causas y Medidas con Luis Servén Díez y Carlos Sebastián Gascón, Madrid : FEDEA, DL 1990. ISBN 84-404-6450-9
- Econometría, McGraw-Hill Interamericana de España, 1988. ISBN 84-7615-215-9
- Economic growth: Theory and numerical solution methods, con E. Fernández-Casillas y J.Ruiz, Springer-Verlag, Berlín, 2008.
- La Empresa Pública Industrial en España con Carlos Sebastián, Luis Servén, YA Trujillo, Colección Estudios, FEDEA n.º 4, Madrid 1987